# Televisa San Luis
Las Estrellas y Canal 5 son canales locales de Televisa San Luis.

## Historia
XHSLT-TV Canal 2, inicia transmisiones en la década de 1970 como repetidora de XEW-TV de Telesistema Mexicano de la Ciudad de México. En la década de 1990, ya como Televisa, abre su segunda estación de televisión en San Luis Potosí en el canal 27 con el indicativo XHSLA-TV y transmitiendo la señal de XHGC-TV Canal 5. 
En 1993 Televisa San Luis Potosí perdió su monopolio cuando se permite a Grupo Salinas la operación de las estaciones privadas de televisión XHDD-TV Canal 11 y XHCLP-TV Canal 6.
En el año 2005, son intercambiadas las señales de Televisa San Luis. De este modo, la programación del Canal de las Estrellas pasa a XHSLA-TV Canal 27 y la señal de Canal 5 se empezaría a transmitir por XHSLT-TV Canal 2. En 2014, ambas estaciones inician sus tranmisiones en televisión digital terrestre a través de los canales físicos 31 y 34 y un año más tarde, en diciembre de 2015, se apaga su señal análoga para transmitir únicamente en formato digital.
A partir de 2015 la señal local de Televisa San Luis se transmite en los sistemas locales de cable debido a la reforma de telecomunicaciones avalada por el IFT. A finales de 2016 el Instituto Federal de Telecomunicaciones lleva a cabo un reordenamiento de canales de las cadenas nacionales de televisión abierta, así XHSLA y XHSLT ocupan las señales virtuales 2.1 y 5.1 como las demás estaciones de Televisa en el país.
Desde 2019, Televisa San Luis se expande por los canales 2.1 (Las Estrellas), 2.2 (Foro TV), 5.1 (Canal 5) y 8.1 (El Nu9ve) y a partir de 2018 la programación local se incorpora a través del canal 5.2. y en 2019 este canal pasa a sintonizarse a través del 8.1.